# Graphium xanthocephalum
Graphium xanthocephalum är en lavart som först beskrevs av Ditmar, och fick sitt nu gällande namn av Pier Andrea Saccardo 1886. Graphium xanthocephalum ingår i släktet Graphium och familjen Microascaceae.   Inga underarter finns listade i Catalogue of Life.